# Sandy Schreur
Sandy Schreur (20 mei 1971) is een Nederlands voetballer uit Dinxperlo die als aanvaller of aanvallende middenvelder speelde.

## Spelerscarrière

### Sv Dinxperlo
Sandy Schreur, zoon van oud De Graafschap speler Eduard Schreur begon in 1977 als 6-jarige bij SV Dinxperlo te voetballen. Hij speelde tot en met het seizoen 1989-1990 bij deze club. Op 16-jarige leeftijd maakte hij zijn debuut in het eerste elftal. In zijn eerste volledige seizoen werd hij topscorer van het team naast beste speler. Ook in zijn tweede seizoen werd hij topscorer. In zijn tweede seizoen brak hij na een ongelukkige botsing zijn enkel waarna hij twee keer geopereerd moest worden door de toenmalige clubarts van De Graafschap. Schreur trainde destijds al eens per week mee met de Achterhoekse profclub onder leiding van Simon Kistemaker . De belangstelling van De Graafschap, en nog enkele andere clubs uit het noorden en oosten van Nederland, kwam na een schoolvoetbaltoernooi in Emmen voor Middelbare scholieren. Tijdens dat toernooi zorgde Schreur voor alle doelpunten van zijn team dat in de kwartfinale werd uitgeschakeld na strafschoppen. Schreur speelde met GA Eagles een toernooi in Soest en mocht mee trainen met Graafschap1. Dat leverde uiteindelijk een overgang op naar Doetinchem. Schreur kwam bij SV Dinxperlo tot 17 doelpunten in 27 wedstrijden.

### De Graafschap
In 1990 begon Schreur aan zijn periode bij de Graafschap. Vanwege zijn enkelblessure begon hij met een achterstand aan de voorbereiding. Toch scoorde hij bij zijn debuut in de met 1-5 gewonnen wedstrijden tegen een streekelftal, de traditionele openingswedstrijd van De Graafschap. Zijn debuut op de Vijverberg maakte hij tegen Fenerbahçe (1-1). De Graafschap won de eerste periodetitel in Almelo maar in deze reeks wedstrijden verbleef Schreur op de reservebank. Door het aantrekken van versterkingen belandde Schreur uiteindelijk in het tweede elftal. De Graafschap werd ongeslagen kampioen. In het tweede seizoen bleef Schreur in het tweede elftal waarmee hij de districtsbekerfinale haalde. SC Enschede bleek daarin met 4-1 te sterk. Schreur speelde nog wel mee in vriendschappelijke wedstrijden met het eerste team maar tot een competitiedebuut kwam het niet. Na twee seizoenen bij De Graafschap 2 te hebben gespeeld debuteerde hij in het seizoen 1992/93 in de wedstrijd Telstar - De Graafschap (3-3). Verder viel hij nog in bij RBC en startte hij in de basis tegen Top Oss. In de nacompetitie speelde hij in beide thuiswedstrijden. Tegen NAC werd met 0-4 verloren terwijl van Den Bosch met 1-0 werd gewonnen. Met het tweede team bereikte hij de nieuw ingestelde eredivisie voor tweede teams. De Graafschap wilde Schreur alleen als amateur behouden waarna hij overschrijving over vroeg naar Oberligist FC Bocholt in Duitsland. Jan Pruijn nam toen als trainer van NEC contact op met Schreur en dat leidde in 1993 tot een eenjarig contract bij N.E.C..  

### NEC
In Nijmegen scoorde Schreur in de voorbereiding ook meteen in zijn debuutwedstrijd. Schreur was topscorer in de voorbereiding maar dat leverde nog geen basisplaats op aan het begin van het seizoen. Na een sterke start had hij het in de laatste weken van de voorbereiding lastiger. Zijn debuut voor NEC kwam al in de tweede competitiewedstrijd uit tegen de latere kampioen Dordrecht. (1-3). Daarna moest hij even pas op de plaats maken maar vanaf eind oktober kwam Schreur vaker in de basis te spelen. Zijn basisdebuut was in Almelo tegen Heracles (1-1) waarin hij de assist verzorgde voor de gelijkmaker van Kooistra. De daaropvolgende bekerwedstrijd tegen De Treffers leverde opnieuw een basisplaats op. Begin december volgde zijn eerste doelpunten. Op Kralingen scoorde hij de eerste twee treffers in een 0-3 zege op Excelsior. In Utrecht scoorde hij de 2-1 en leverde hij de assist voor de gelijkmaker van Van Eijkeren. In totaal kwam hij in drie seizoenen tot zeventien competitiewedstrijden waarin hij driemaal scoorde en was hij goed voor 2 assists. Ook scoorde Schreur nog twee maal in de strijd om de KNVB beker en eenmaal in de nacompetitie. Met N.E.C. promoveerde Schreur via de nacompetitie naar de eredivisie. Tevens werd in het seizoen 1993-1994 de bekerfinale bereikt. In de tweede en derde ronde startte Schreur in de basis tegen respectievelijk de amateurs van De Treffers en zijn oude club De Graafschap. In dat laatste duel scoorde hij in de eerste helft de openingstreffer.  

### Juve Stabia
In 1996 liep een stage bij de toenmalige Serie C club SS Juve Stabia op niets uit ondanks vijf treffers in vijf duels. 

### De Treffers
Hij ging spelen voor amateurclub De Treffers uit Groesbeek. In de zeven seizoenen werd Schreur eenmaal kampioen in de Zondag Hoofdklasse C (1997-1998). In de nacompetitie werd ook het landskampioenschap bij de zondagamateurs binnengehaald bij HVV Hollandia. In de strijd om het algemeen landskampioenschap werd IJsselmeervogels verslagen door onder meer twee doelpunten van Schreur in de verlenging. In totaal scoorde Schreur 67 competitiedoelpunten voor De Treffers. Een clubrecord dat eind 2010 gebroken werd door Saïd Echargui. In 2018 werd Scheur (evenals Echargui) verkozen in het elftal van de eeuw bij het 100-jarig bestaan van de club.
Vanaf 2003 ging Schreur spelen bij zijn oude amateurclub SV Dinxperlo. In de eerste drie seizoenen won Dinxperlo twee periodetitels maar promotie zat er niet in. Hij won met Dinxperlo nog een derde periodetitel in het seizoen 2007-2008 maar weer strandde hij in de nacompetitie. In zijn laatste seizoen waren negen overwinningen op rij niet genoeg voor de zo begeerde titel.
In 2010 moest hij na een sleutelbeenbreuk en enkelproblemen noodgedwongen stoppen. In 2014 gingen de schoenen ook bij Dinxperlo drie definitief in de wilgen. De problemen aan het enkelgewricht werden te groot.
Naast zijn voetballoopbaan studeerde Schreur Geschiedenis aan de Radboud universiteit van Nijmegen. Na zijn afstuderen begon Schreur als archivaris bij de rechtbank Utrecht. Daar is hij nog steeds werkzaam al is het nu Rechtbank Midden Nederland.
In 2010 werd Schreur voorzitter van de voetbalvereniging SV Dinxperlo. Dit voorzitterschap eindigde in 2019 toen SV Dinxperlo fuseerde met futsalvereniging FCD en voetbalvereniging DZSV. Schreur was een van de initiators voor het opstarten van fusiegesprekken met DZSV en Ajax uit het naburige Breedenbroek. Voor zijn verdiensten werd Schreur op de allerlaatste ledenvergadering benoemd tot erelid van SV Dinxperlo.